# Copa Galicia (fútbol femenino)
Copa Galicia, Copa Federación Gallega de Fútbol o Copa Galiza es el nombre que han recibido una serie de competiciones deportivas organizadas pola Real Federación Gallega de Fútbol que enfrentan a los clubs de fútbol femenino gallegos anualmente. La primeira edición fue disputada en 1984. Desde 2012 el torneo está dividido en varias categorías según la división a la que pertenecen los equipos participantes.

## Historial

### Categoría única
| Fecha      | Campeón          | Subcampeón         | Resultado(s) | Notas                |
| 08/07/1984 | Mayador          | Karbo Deportivo    | 1–1          | Ganador por penaltis |
| 24/01/1987 | Karbo Deportivo  | Celta              | 5–0          |                      |
| 11/04/1998 | At. Arousana     | Aguiño             | 4–2          |                      |
| 27/06/1999 | Aguiño           | At. Arousana       | 3–3          | Penaltis 4–3         |
| 27/05/2000 | At. Arousana     | Val do Ulla        | 4–1          |                      |
| 20/05/2001 | Aguiño           | At. Arousana       | 4–2          |                      |
| 11/05/2002 | Bértola          | Aguiño             | 4–2          |                      |
| 10/05/2003 | Lavadores        | Aguiño             | 3–1          |                      |
| 09/05/2004 | Lavadores        | Onza de Lira       | 3–1          |                      |
| 25/06/2005 | El Olivo         | Lavadores          | 5–0          |                      |
| 21/05/2006 | Pontevedra       | Erizana            | 3–1          |                      |
| 10/06/2007 | Guardesa         | Friol              | 5–2          |                      |
| 29/06/2008 | Bértola          | Galicia Gaiteira   | 2–0          |                      |
| 28/06/2009 | Rápido de Bouzas | Cidade de Santiago | 5–0          |                      |
| 20/06/2010 | Orzán SD         | Barbadás           | 2–0          |                      |
| 03/07/2011 | Victoria CF      | Sárdoma            | 2–1          |                      |
| 24/06/2012 | Barbadás         | O Val              | 1–0          |                      |

### Categorías divididas

#### Categoría nacional
| Fecha      | Campeón      | Subcampeón       | Resultado(s) | Notas        |
| 17/06/2012 | Friol        | Compostela       | 3–2          |              |
| 09/06/2013 | El Olivo     | Friol            | 1–0          |              |
| 15/06/2014 | At. Arousana | Victoria CF      | 5–3          |              |
| 28/06/2015 | Orzán SD     | Friol            | 1–1          | Penaltis 4–2 |
| 19/06/2016 | At. Arousana | Tordoia          | 2–0          |              |
| 01/05/2018 | Deportivo    | Atlántida Matamá | 4–0          |              |
| 11/06/2019 | Deportivo    | Friol            | 6–1          |              |

#### Primera División Gallega
| Fecha      | Campeón          | Subcampeón | Resultado(s) |
| 02/06/2013 | Villestro        | Barbadás   | 3–1          |
| 08/06/2014 | Villestro        | Orzán SD   | 1–0          |
| 28/06/2015 | At. Arousana     | Tordoia    | 3–0          |
| 18/06/2016 | Atlantida Matamá | Valladares | 3–0          |
| 25/08/2017 | Victoria FC      | Valladares | 3–0          |
| 17/06/2018 | Deportivo B      | Valladares | 1–0          |

#### Segunda División Gallega
| Fecha      | Campeón     | Subcampeón      | Resultado(s) | Notas                |
| 02/06/2013 | Alertanavia | Tomiño          | 1–1          | Penaltis 5–4         |
| 08/06/2014 | El Olivo B  | Tordoia         | 3–2          |                      |
| 28/06/2015 | Alertanavia | Victoria CF B   | 2–2          | Penaltis 4–3         |
| 25/08/2017 | Mos         | Anta            | 1–0          |                      |
| 22/06/2019 | CD Narón    | Sporting Cambre | 2–2          | Ganador por penaltis |